# 香港テロ対策ユニット CTU
『香港テロ対策ユニット CTU』（原題：無名天使3D）は、無綫電視で2003年に放送された香港のテレビ映画。

## キャスト
| 役名     | 俳優               | 日本語吹替 |
| -------- | ------------------ | ---------- |
| ライファ | カーメイン・シェー | 魏涼子     |
| サム     | ソニア・クオック   | 小林さやか |
| ボウイ   | シャーリー・ヨン   | 岡村明美   |
| ダン     | パトリック・タム   | 三上哲     |
| ヤン     | ギルバート・ラム   | 相沢正輝   |
| シー署長 |                    | 黒澤剛史   |

- その他の声の吹き替え：須藤翔／田坂浩樹／利根健太朗／松本佳奈／宮内里砂／斎藤寛仁／野川雅史